# Joe Cocker
John Robert Cocker, OBE, més conegut com a Joe Cocker, (Sheffield, Anglaterra, 20 de maig del 1944 - Crawford, Colorado, 22 de desembre del 2014) fou un músic de rock i blues anglès. Rebé el renom de The Sheffield Soul Shouter ('L'ànima cridanera de Sheffield').

## Carrera
Joe Cocker va iniciar la carrera musical a la ciutat de Sheffield (Anglaterra), on havia nascut, participant en algunes petites bandes des de l'edat de 15 anys. La primera es deia The Avengers (amb el nom artístic de Vance Arnold), seguida de Joe Cocker Big Blues el 1964 i The Grease Band (1966). El seu primer single, anomenat I'll Cry instead, va ser el primer de contenir diversos covers de The Beatles.
Després d'èxits menors a la Gran Bretanya amb el single Marjorine, va tenir un moment d'èxit amb una versió innovadora de With a Little Help from My Friends, una altra versió de The Beatles de l'àlbum Sgt. Pepper's Lonely Hearts Club Band, en què van incorporar el guitarrista principal de Led Zeppelin, Jimmy Page. El senzill es va mantenir al top ten de la UK Singles Chart durant tretze setmanes abans d'arribar al número u, el 9 de novembre de 1968. També va arribar al número 68 als gràfics dels EUA. L'àlbum With a Little Help from My Friends va ser llançat poc després de la seva arribada als Estats Units per fer-hi una gira i va arribar al número 35 a les llistes americanes, arribant a la certificació d'or.

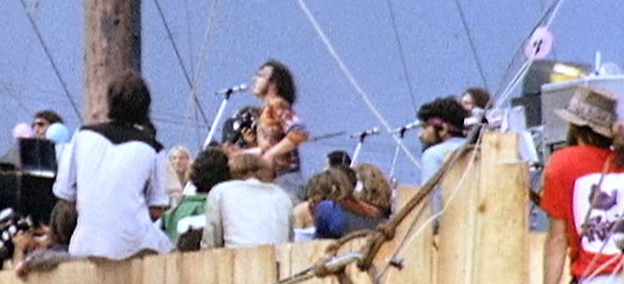
Joe Cocker al Festival de Woodstock (1969)

El 1969, als 25 anys, va participar en el Festival de Woodstock, on va interpretar les següents cançons:
1. “Delta Lady”
2. “Some Things Goin' On”
3. “Let's Go Get Stoned”
4. “I Shall Be Released”
5. “With a Little Help from My Friends”

Immediatament després de Woodstock, Cocker va llançar el seu segon àlbum, Joe Cocker!. Impressionats per la seva versió de "With a Little Help from My Friends", Paul McCartney i George Harrison van permetre Cocker utilitzar les seves cançons "She Came In Through the Bathroom Window" i "Something" per a l'àlbum. Enregistrat durant una pausa en la gira a la primavera i l'estiu, l'àlbum va assolir el número 11 a les llistes dels EUA i va obtenir un segon èxit a les llistes al Regne Unit amb la cançó de Leon Russell, "Delta Lady".
L'agost de 1969, Cocker va actuar al Isle of Wight Festival al Wootton Bridge, a l'Illa de Wight, Anglaterra. Al llarg de 1969, va aparèixer en programes de televisió de varietats com The Ed Sullivan Show i This Is Tom Jones. A l'escenari, va mostrar una gran intensitat física, movent els braços i tocant una guitarra d'aire, cosa que ocasionalment va donar una aparença supèrflua a la seva banda. A finals d'any, Cocker no estava disposat a embarcar-se en una altra gira pels Estats Units, així que va dissoldre la Grease Band.
Malgrat la reticència de Cocker a aventurar-se de nou a la carretera, ja s'havia contractat una gira nord-americana, així que va haver de formar ràpidament una nova banda per poder complir amb les seves obligacions contractuals. Va resultar ser un gran grup de més de 20 músics, inclòs el pianista i líder de banda Leon Russell, tres bateristes: Jim Gordon, Jim Keltner i Chuck Blackwell, i les vocalistes Rita Coolidge i Claudia Lennear. Denny Cordell va batejar la nova banda "Mad Dogs & Englishmen", per la cançó de Noël Coward del mateix nom (amb la seva tornada, "Mad dogs and Englishmen go out in the midday sun"). La música de Cocker va evolucionar cap a un tipus de rock més blues, comparable a la de the Rolling Stones.
Mentre els seus èxits britànics van demostrar ser difícils de mantenir, va gaudir de diversos èxits als Estats Units amb Cry Me a River i Feelin 'Alright de Dave Mason. El 1970 la seva versió del famós tema The Letter de The Box Tops, que va aparèixer en l'àlbum en viu Mad Dogs and Englishman, es va convertir en la primera cançó seva a ser posicionada entre les 10 millors als Estats Units.
El ritme de la gira va ser esgotador. Russell i Cocker tenien problemes personals; Cocker es va deprimir i va començar a beure en excès quan la gira va acabar el maig de 1970. Després de passar diversos mesos a Los Angeles, Cocker va tornar a casa a Sheffield, on la seva família es preocupava cada cop més pel deteriorament de la seva salut física i mental. Durant aquest temps, en períodes entre treballs, Cocker va escriure l'obertura interpretada pel primer ministre del Regne Unit Edward Heath en l'ocasió que el primer ministre va dirigir una orquestra en directe mentre estava al càrrec. L'estiu de 1971, A&M Records va llançar el senzill "High Time We Went". Això es va convertir en un èxit, arribant al número 22 a la llista Billboard Hot 100 dels Estats Units, però no es va publicar en un àlbum fins al novembre de 1972 a l'àlbum Joe Cocker.

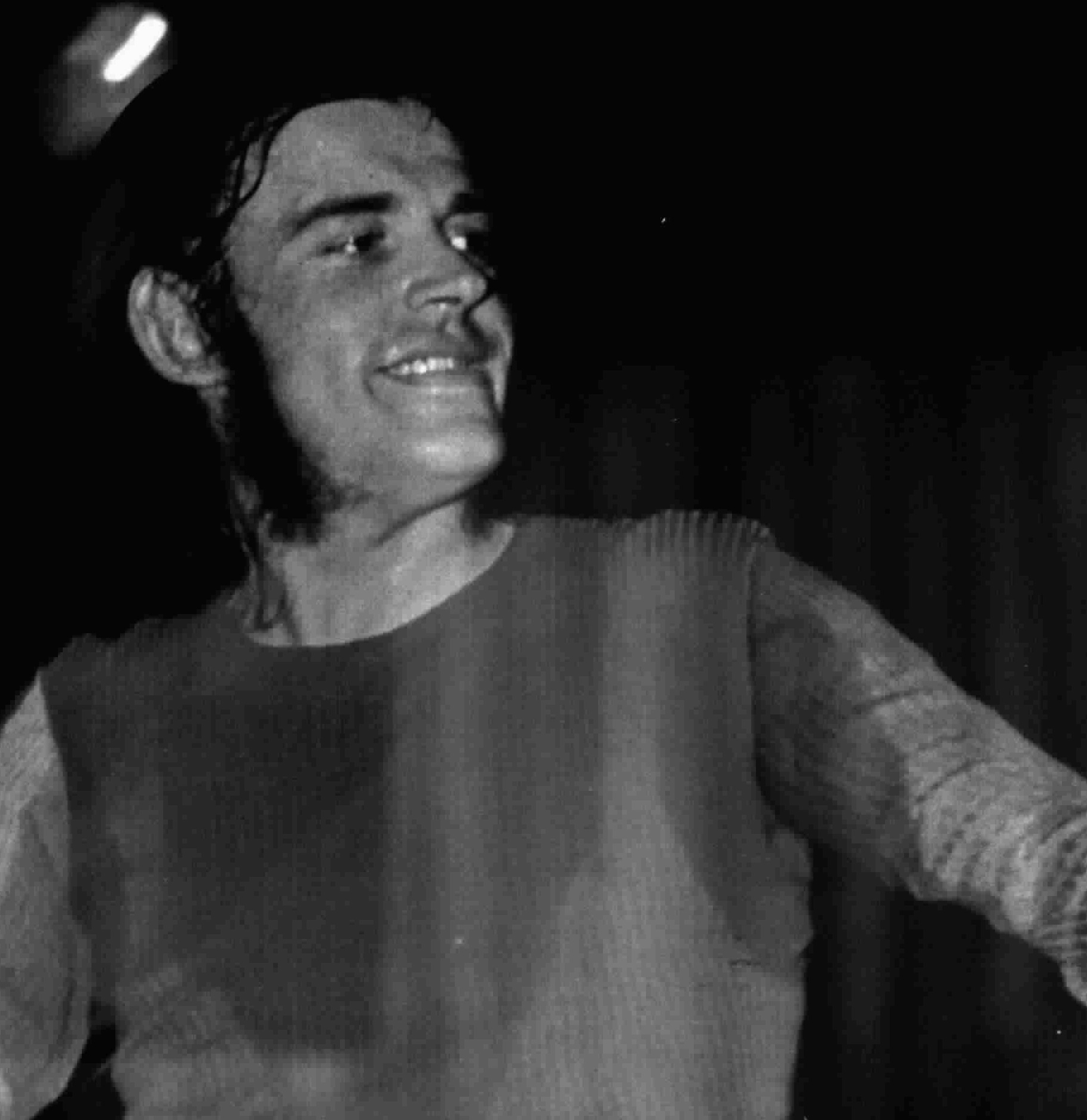
Cocker en concert a Palasport, Roma, juliol de 1972

A principis de 1972, després de gairebé dos anys lluny de la música, Cocker va anar de gira amb un grup que havia format Chris Stainton. Va començar amb una actuació al Madison Square Garden a la qual van assistir unes 20.000 persones. Després de fer una gira pels Estats Units, es va embarcar en una gira europea on va tocar davant d'un gran públic a Milà i Alemanya. Després va tornar als Estats Units per a una altra gira a la tardor de 1972. Durant aquestes gires el grup va tallar les cançons que formarien part del seu nou àlbum, Joe Cocker, una barreja de cançons en directe i enregistraments d'estudi. L'àlbum va assolir el lloc número 30 a les llistes dels Estats Units.
L'octubre de 1972, quan Cocker va fer una gira per Austràlia, ell i sis membres del seu entorn van ser arrestats a Adelaida per possessió de marihuana. L'endemà, a Melbourne, es van presentar càrrecs d'assalt després d'una baralla al Commodore Chateau Hotel, i la Policia Federal Australiana va donar a Cocker 48 hores per abandonar el país. Això va provocar una gran protesta pública a Austràlia, ja que Cocker era un artista estranger d'alt perfil i tenia una base de suport sòlida, especialment entre els baby boomers que estaven arribant a la majoria d'edat i van poder votar per primera vegada. Va provocar un fort debat sobre l'ús i la legalització de la marihuana a Austràlia i va guanyar a Cocker el sobrenom de "the Mad Dog" (el gos boig).
Poc després de la gira per Austràlia, Stainton es va retirar de la seva carrera musical per establir el seu propi estudi de gravació. Després de la marxa del seu amic i el seu distanciament amb el seu productor de llarga data Denny Cordell, Cocker va caure en una depressió i va començar a consumir heroïna. El juny de 1973, va deixar l'hàbit però va continuar bevent molt.
A finals de 1973, Cocker va tornar a l'estudi per gravar un nou àlbum, I Can Stand a Little Rain. L'àlbum, llançat l'agost de 1974, va ser el número 11 de les llistes dels Estats Units i un senzill, un enregistrament de "You Are So Beautiful" de Billy Preston, que va arribar al número 5. Malgrat les crítiques positives de l'àlbum, Cocker tenia dificultat amb les actuacions en directe, en gran part a causa dels seus problemes amb l'alcohol. Un d'aquests casos es va informar en un número de Rolling Stone de 1974, que deia que durant dues actuacions a la Costa Oest dels Estats Units a l'octubre d'aquell any va vomitar a l'escenari.
El gener de 1975, va publicar un segon àlbum que s'havia gravat al mateix temps que I Can Stand a Little Rain, Jamaica Say You Will. Per promocionar el seu nou àlbum, Cocker es va embarcar en una altra gira per Austràlia, feta possible pel nou govern del país del Partit Laborista. A finals de 1975, va contribuir amb la veu en una sèrie de temes de l'àlbum d'estrelles The 20th Anniversary of Rock 'n' Roll de Bo Diddley. També va gravar un nou àlbum en un estudi de Kingston, Jamaica, Stingray. Tanmateix, les vendes de discos van ser decebedores; l'àlbum va arribar només al número 70 a les llistes dels Estats Units.
El 1976, Cocker va interpretar "Feelin' Alright" a Saturday Night Live. John Belushi es va unir a ell a l'escenari fent la seva famosa suplantació dels moviments escènics de Cocker. En aquell moment, Cocker tenia un deute de 800.000 dòlars amb A&M Records i lluitava amb l'alcoholisme. Uns mesos més tard, va conèixer el productor Michael Lang, que va acceptar gestionar-lo amb la condició que es mantingués sobri. Amb una nova banda, Cocker es va embarcar en una gira per Nova Zelanda, Austràlia i Amèrica del Sud. Després va gravar un nou àlbum amb el treball de sessió de Steve Gadd i Chuck Rainey, i un nou baixista jove d'Escòcia, Rob Hartley. Hartley també va fer una breu gira amb els amics de Cocker el 1977. A la tardor de 1978, Cocker va fer una gira per Amèrica del Nord promocionant el seu àlbum, Luxury You Can Afford. Malgrat aquest esforç, va rebre crítiques diverses i només va vendre unes 300.000 còpies.
El 1979, Cocker es va unir a la gira "Woodstock in Europe", que va comptar amb músics com Arlo Guthrie i Richie Havens que havien tocat al Festival de Woodstock de 1969. També va actuar a Central Park de Nova York davant un públic de 20.000 persones. El concert es va gravar i es va publicar com a àlbum en directe, Live in New York. Cocker també va fer una gira per Europa i va aparèixer a l'amfiteatre de gravació de la televisió alemanya Rockpalast, la primera de moltes actuacions al programa. El 1982, Cocker va gravar dues cançons amb el grup de jazz The Crusaders al seu àlbum Standing Tall. Una cançó, "I'm So Glad I'm Standing Here Today", va ser nominada a un Premi Grammy i Cocker la va interpretar amb els Crusaders a la cerimònia de lliurament de premis. The Crusaders va escriure aquesta cançó pensant en Cocker per cantar-la. Aleshores Cocker va llançar un nou àlbum amb influència reggae, Sheffield Steel, gravat amb Compass Point All Stars, produït per Chris Blackwell i Alex Sadkin.
El 1982 Cocker va gravar el duet "Up Where We Belong" amb Jennifer Warnes per a la banda sonora de la pel·lícula Oficial i cavaller. La cançó va ser un èxit internacional, aconseguint el número 1 al Billboard Hot 100, i va guanyar un Premi Grammy a la millor interpretació pop d'un duo. El duet també va guanyar l'Oscar a la millor cançó original, i Cocker i Warnes van interpretar la cançó a la cerimònia de lliurament de premis.
Uns dies després, Cocker va ser convidat a interpretar "You Are So Beautiful" amb Ray Charles en un homenatge televisiu al músic. El 1983, Cocker es va unir a una formació estelada de músics britànics, com ara Jimmy Page, Eric Clapton, Jeff Beck, Steve Winwood i Bill Wyman per a la gira del cantant Ronnie Lane per recaptar diners per a l'organització Action for Research into Multiple Sclerosis, amb seu a Londres, en particular perquè Lane estava començant. patir la malaltia degenerativa. La gira va incloure una actuació al Madison Square Garden de Nova York. Durant una altra gira aquell any, Cocker va ser arrestat per la policia austríaca després de negar-se a actuar a causa d'un equip de so inadequat. Finalment, els càrrecs es van retirar i Cocker va ser alliberat.
Poc després de l'incident, va llançar el seu novè àlbum d'estudi, Civilized Man. El seu següent àlbum Cocker va ser dedicat a la seva mare, Madge, que va morir quan estava gravant a l'estudi amb el productor Terry Manning. Una cançó de l'àlbum, "You Can Leave Your Hat On" va ser presentada a la pel·lícula de 1986 Nou setmanes i mitja. L'àlbum finalment va ser platí a les llistes europees. La seva cançó "Love Lives On" va aparèixer a la pel·lícula de 1987 Harry and the Henderson. El seu àlbum de 1987 Unchain My Heart va ser nominat a un premi Grammy, encara que no va guanyar. One Night of Sin també va ser un èxit comercial, superant Unchain My Heart en vendes i donant el seu últim èxit del Top 20 als Estats Units, "When The Night Comes", escrit per Bryan Adams, Jim Vallance i Diane Warren que van assolir la posició número 11 el gener de 1990.
Al llarg de la dècada de 1980, Cocker va continuar de gira per tot el món, tocant a un gran públic a Europa, Austràlia i els Estats Units. El 1986 va conèixer el cantant italià Zucchero Fornaciari, que va dedicar una cançó (Nuovo, meraviglioso amico, in Rispetto) al bluesman anglès. Després d'això Cocker va participar en alguns concerts de les gires promocionals dels àlbums Blue's (1987) i Oro Incenso & Birra (1989). El 1988, va actuar al Royal Albert Hall de Londres i va aparèixer a The Tonight Show. Després de Barclay James Harvest i Bob Dylan, Cocker va ser el primer a donar concerts de rock a la República Democràtica Alemanya, a Berlín Est i Dresden. El lloc, el Blüherwiese, porta avui el nom vernacular de Cockerwiese (prat de Cocker). També va actuar per al president dels Estats Units George H. W. Bush en un concert d'inauguració el febrer de 1989. El 1992, la versió de Cocker de "Feels Like Forever" de Bryan Adams va situar-se al UK Top 40.

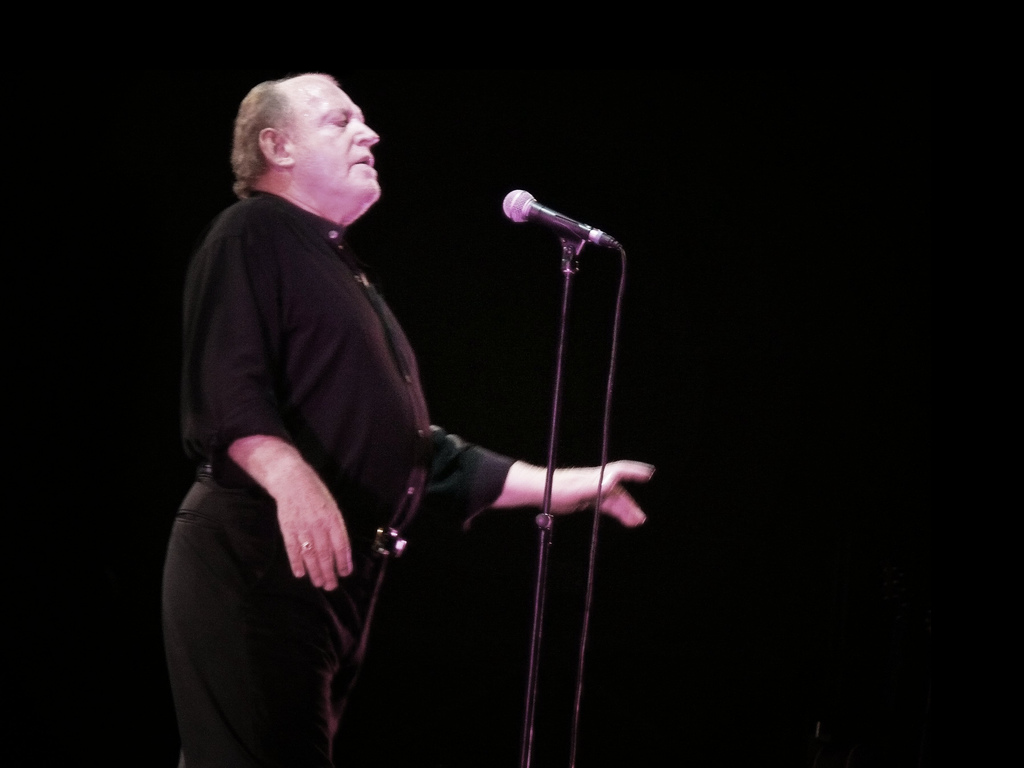
Joe Cocker el juliol de 2007

Cocker va participar en l'obertura de Woodstock '94, com un dels pocs que havien tocat en el festival original el 1969, i hi va ser molt ben rebut.
El 3 de juny de 2002, Cocker va interpretar "With A Little Help From My Friends" acompanyat per Phil Collins a la bateria i el guitarrista de Queen Brian May al concert Party at the Palace als terrenys del Palau de Buckingham, un esdeveniment en commemoració del Jubileu d'Or d'Elisabet II.
El 2007 va participar en la pel·lícula A través de l'univers, interpretant la cançó Come Together.
Cocker va ser guardonat amb l'OBE a la llista d'Honors d'aniversari de la Reina de 2007 per serveis a la música. Per celebrar que va rebre el seu premi a mitjans de desembre de 2007, Cocker va fer dos concerts a Londres i a la seva ciutat natal de Sheffield, on va rebre una placa de bronze de Sheffield Legends.

## Vida personal i mort
El 1963, Cocker va començar a sortir amb Eileen Webster, també resident a Sheffield. La parella va sortir de forma intermitent durant els següents 13 anys.
El 1978, Cocker es va traslladar a un ranxo propietat de Jane Fonda a Santa Barbara, Califòrnia. Pam Baker, una directora local de campaments d'estiu i fan de la música de Cocker, va persuadir l'actriu per cedir-li la casa a Cocker. Baker va començar a sortir amb Cocker i es van casar l'11 d'octubre de 1987. La parella residia al Mad Dog Ranch de Crawford, Colorado.
Mentre feia un concert al Madison Square Garden el 17 de setembre de 2014, el company de música pop Billy Joel va declarar que Cocker no estava gaire bé i va avalar Cocker per a la seva inducció al Rock and Roll Hall. of Fame abans de la seva interpretació d'homenatge de "With a Little Help from My Friends". Cocker va morir d'un càncer de pulmó el 22 de desembre de 2014 a Crawofrd, Colorado, als 70 anys. Havia fumat 40 cigarrets al dia fins que va deixar de fumar el 1991. Cocker està enterrat al cementiri de la ciutat de Crawford, Colorado.

## Discografia
- With a Little Help from My Friends (1969)[44]
- Joe Cocker! (1969)
- Mad Dogs & Englishmen (1970)
- Joe Cocker: Something to say (1972)
- I Can Stand A Little Rain (1974)[45]
- Jamaica Say You Will (1975)
- Stingray (1976)
- Greatest Hits (1977)
- Luxury You Can Afford (1978)
- Sheffield Steel (1982)
- Civilized Man (1984)
- Cocker (1986)
- Unchain My Heart (1987)
- One Night Of Sin (1989)
- Joe Cocker Live (1990)
- Night Calls (1992)
- The Best Of Joe Cocker (1993)
- Have A Little Faith (1994)
- The Long Voyage Home (1995)
- Organic (1996)
- Across From Midnight (1997)
- Greatest Hits (1998)
- No Ordinary World (1999)
- Respect Yourself (2002)
- Ultimate Collection (2004)
- Heart & Soul (2005)
- Classic Cocker (2007)